# Черен Петър
Черен Петър (на немски: Schwarzer Peter) е игра на карти, произлизаща от Германия. Заедно с играта „Гледай си работата“ е една от най-разпространените детски игри с карти.

## Произход
Името произхожда вероятно от Johann Peter Petri – съучастник на прословутия шофьор Johannes Bückler, докато е бил в затвора след 1811 г. Въпреки това, произходът на играта вероятно е много по-стар – от хазартната игра Jackass, чиято цел била да се определи кой ще плати сметката за пиене.
В Италия играта е известна под името Asinello („малко магаре“). В Швеция играта се нарича Svarte Petter, докато в Холандия е известна като Zwarte Piet (помощника на Дядо Коледа/св. Николай), подобен на Knecht Ruprecht или Крампус в немскоезичните региони.

## Описание
Стандартният пакет Черен Петър се състои от колода (кутийка) с 31 или 37 карти: картата „Черен Петър“ и 15 или 18 двойки карти. Вместо специални карти за игра, може да се използва колода със стандартни карти (52 на брой), в която Жокера играе роля на Черния Петър.
В по-старите опаковки Черният Петър обикновено е стилизирано изображение на негър, а в по-модерните опаковки се използват най-различни изображения като комини, черни врани или черни котки.

## Правила
В играта може да участва различен брой играчи, но са нужни поне двама.
Картите се разбъркват и последователно се раздават на играчите, по часовниковата стрелка, започвайки от играча намиращ се след раздавалия картите. Целта на играта е да се съберат двойки карти (чифт), като съвпадението е отбелязано чрез илюстрациите върху картите или, най-често, със знак в горния ляв ъгъл. Открилият чифт карти, е длъжен да ги постави на земята веднага. Всеки играч подрежда ветрилообразно картите си с лицевата част към себе си и предлага на седящия му отляво играч да изтегли една от тях. Ако изтеглената карта допълва някоя от двойката карти, чиято втора част държи, така образуваната двойка карти с еднакви символи се изваждат отново настрана от играта.
Първият освободил се от всичките си карти е победител.
Картата „Черен Петър“ може многократно да променя притежателя си, защото няма двойник, с който да излезе от играта. Последният играч, в когото остане картата „Черен Петър“, изпълнява желание на победителя – да изпълни стихче, да изиграе танц или да се направи на някакво животно и раздава картите за следващата игра. Загубилият играта приема ролята на „Черен Петър“ и бива изцапан по челото, носа или бузата с въглен.

### В България
В българската версия на играта участват 25 карти – 12 двойни карти с картинки на деца (момиче и момче) в различни професионални сфери – музикант, художник, лекар, спортист, космонавт, готвач, турист, откривател, монтьор, бояджия, танцьор, учен, химик, и т.н., и една карта „Черен Петър“. Обикновено участват 2 или 4 играча. Загубилият играта е длъжен да нацапа страните на лицето си със сажди, за да заприлича на Черен Петър – коминочистач.

## Подобни игри

### Jackass
В играта се използва пакет от 32 карти. Картите се разбъркват, цепят и раздават равномерно на играчите. Ако играчът има една или повече двойки от еднакви карти, той ги поставя с лицето надолу. Играчът, който последно комбинира двойки карти, се назовава „стара мома“, „стар ерген“ или „jackass“ и трябва да плати сметката за пиене.

### Квартет
Пакета с карти съдържа не двойки, а четворки от обединени по някакъв признак карти. Наричат се 4-членни семейства. Цел отново е събирането на най-голям брой комплекти, което ги изважда от играта.